# Preußensäule (Friedrichsfelde)

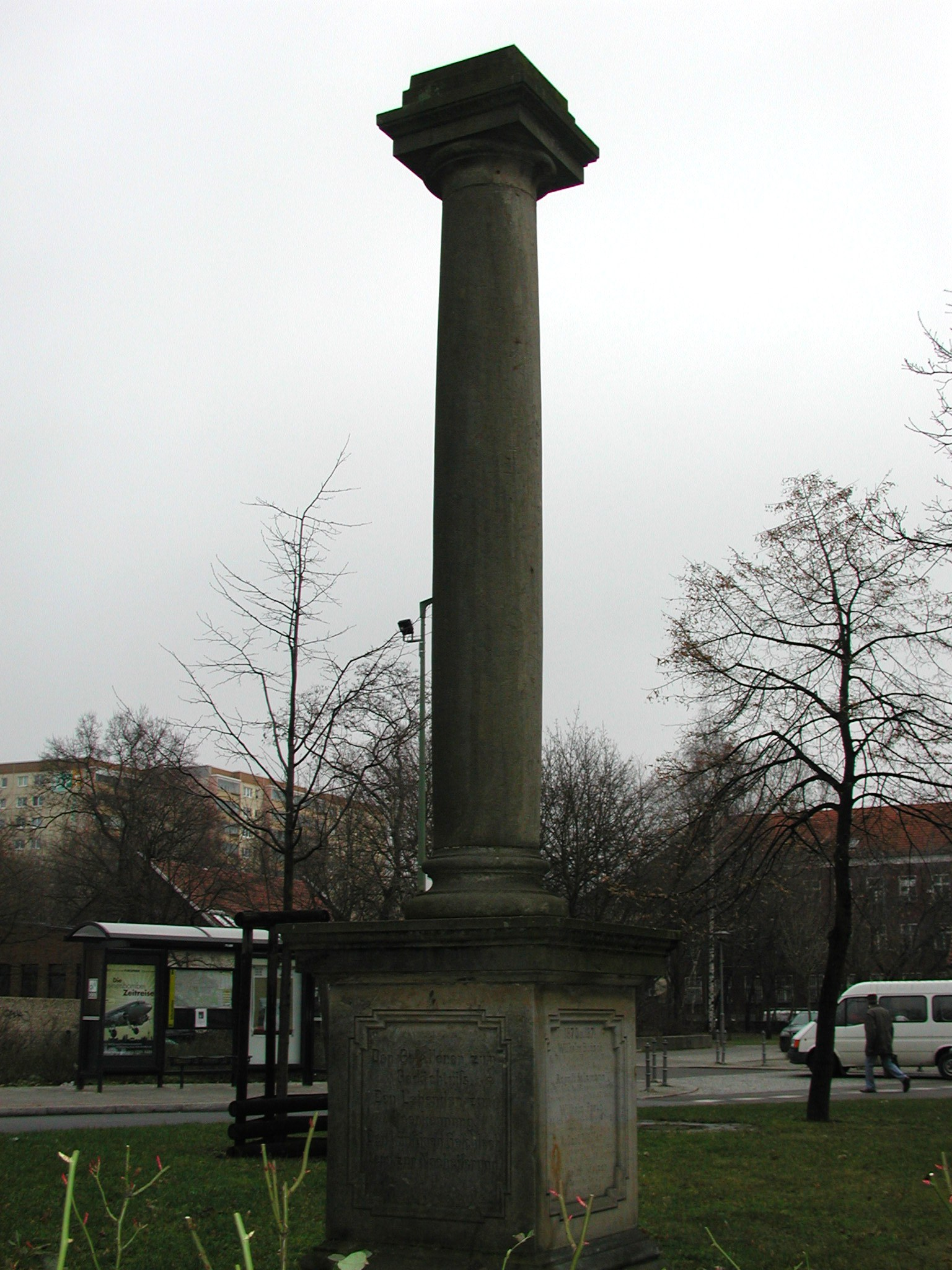
Friedrichsfelder Preußensäule auf dem historischen Dorfanger

Das auf der Grünfläche der Alfred-Kowalke-Straße in Berlin-Friedrichsfelde stehende Kriegerdenkmal wird im Volksmund Preußensäule genannt, weil es an die im Deutschen Krieg 1866 und im Deutsch-Französischen Krieg 1870/1871 auf Seiten Preußens gefallenen Bauernsöhne aus dem Dorf Friedrichsfelde erinnert. Die Gedenksäule steht unter Denkmalschutz.

## Kurzgeschichte
Das ursprünglich aus weißem Marmor gefertigte Ehrenmal wurde von dem Fürstenwalder Bildhauer Thié gestaltet. Von ihm stammt auch die Gestaltung des sehr ähnlichen, noch adlerbekrönten Kriegerdenkmals in der Friedrichshagener Bölschestraße. Die Preußensäule wurde im Jahr 1876 im Umfeld der Dorfkirche Friedrichsfelde auf dem Dorfanger zur Erinnerung an die acht namentlich genannten Personen aufgestellt. Die Einweihung erfolgte am 18. Oktober 1876. Als Initiator fungierte der Friedrichsfelder Küster Johann Christoph Zemlin. Auf einem um 1880 entstandenem Gemälde ist zu sehen, dass die ursprüngliche weiße Marmorsäule südlich nahe dem Turm der alten, 1891 abgerissenen Kirche stand, – in etwa an der Stelle des heutigen Kirchturms. Vor dem Abriss der alten Kirche hatte die Säule noch eine Umzäunung. Ein Ansichtsfoto von 1908 mit der Säule im Vordergrund und der neuen Kirche im Hintergrund zeigt die Preußensäule an dem der Gegenwart entsprechenden Standort.
Seit dem Zweiten Weltkrieg fehlt die krönende schwarze Adlerfigur. Das durch die Kriegseinwirkungen stark beschädigte Denkmal wurde 1989 abgebaut und durch die Kaulsdorfer Firma Schulz Naturstein GmbH nach historischen Vorlagen aus Sandstein rekonstruiert. Am 19. Oktober 1991 wurde die Nachbildung eingeweiht.

## Beschreibung

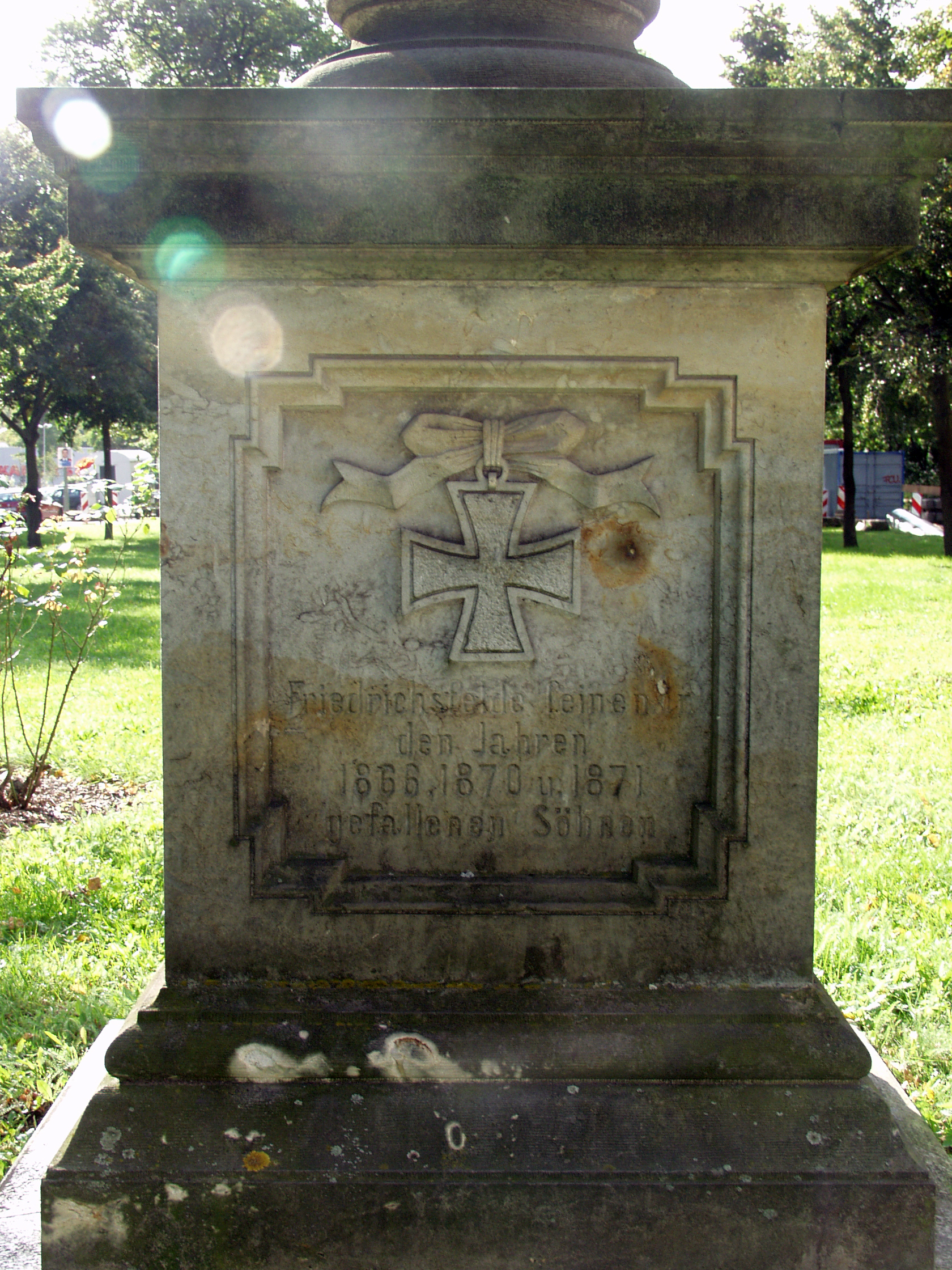
Sockel Ostseite

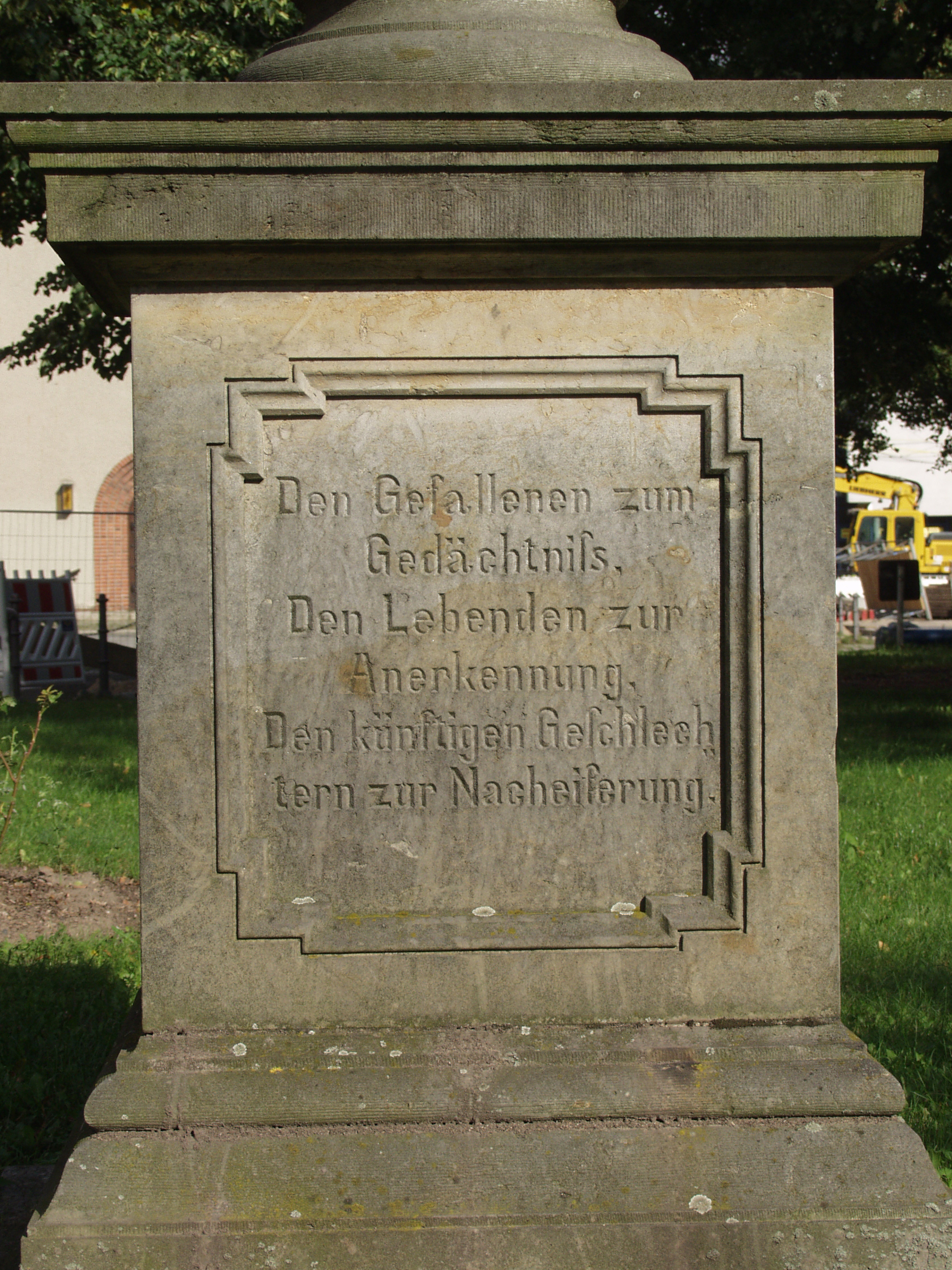
Sockel Westseite

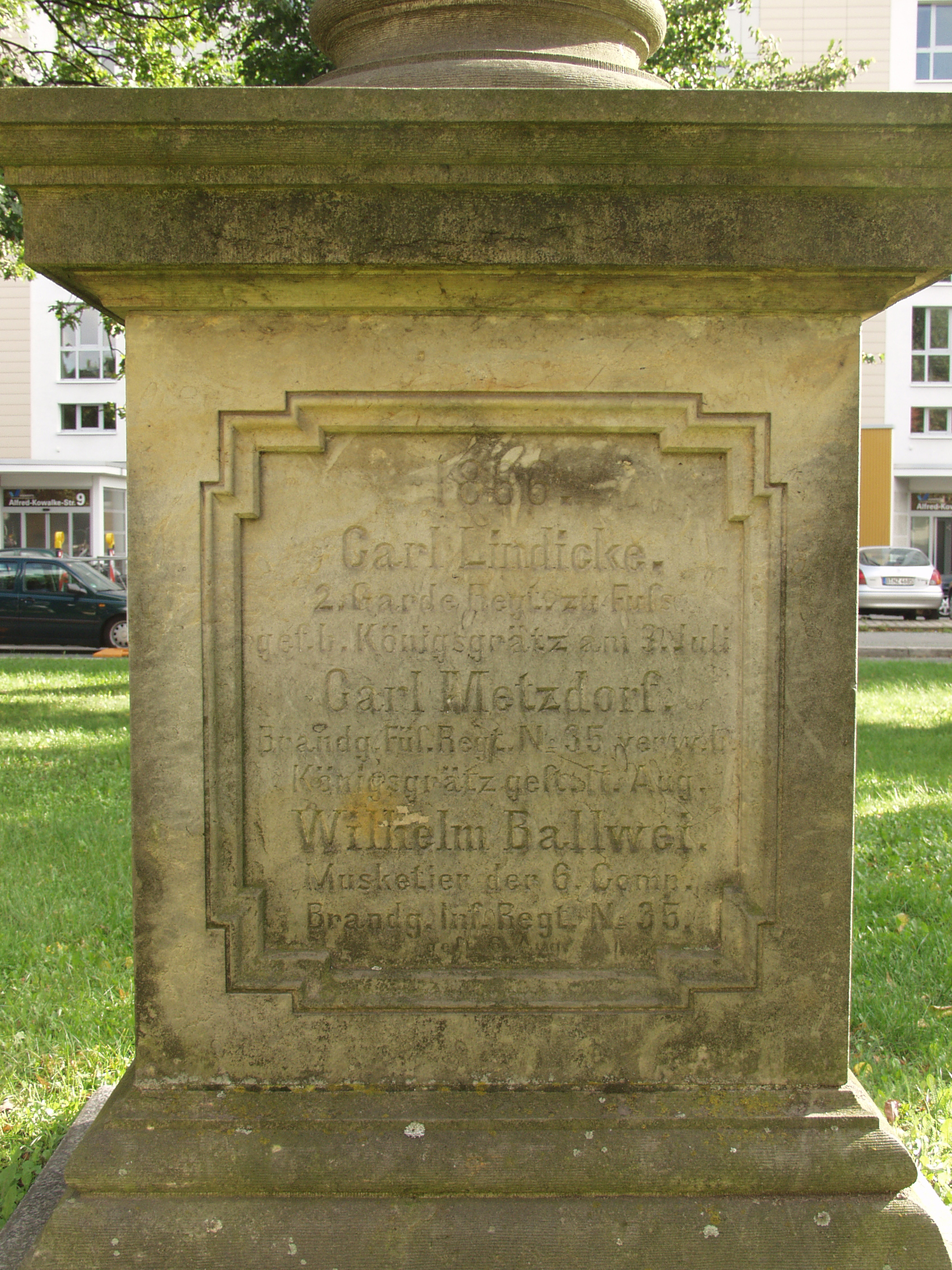
Sockel Nordseite

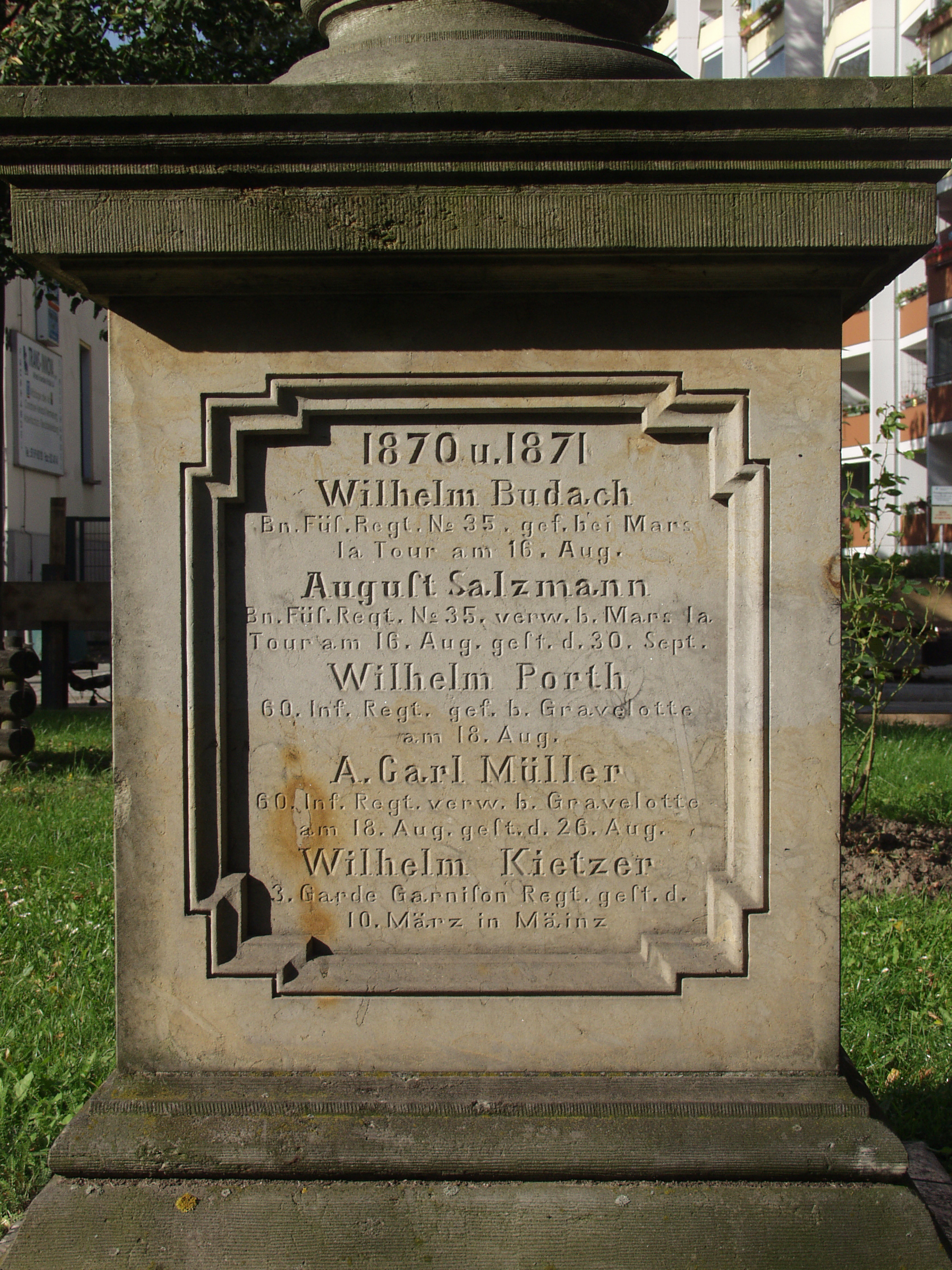
Sockel Südseite

Auf einem 1,47 Meter hohen, hochrechteckigen Sockel ruht mit einer im attischen Stil profilierten Basis eine 3,5 Meter hohe Rundsäule, die in einer mehrstufigen Deckplatte endet. An allen vier Seiten des Sockels befindet sich ein vertieft angelegtes, profilgerahmtes Feld mit gemeißelter Inschrift.
Auf der Ostseite des Sockels steht unter dem Relief eines Eisernen Kreuzes am Band als Widmung:
Die Westseite trägt die Inschrift:
Die Inschrift der Nordseite:
Die Inschrift der Südseite: